# Primera dama (telenovela, 2010)
Cet article concerne la série télévisée chilienne. Pour la telenovela colombienne, voir Primera dama (telenovela, 2011).
Pour les articles homonymes, voir Primera Dama.
Primera Dama (Première Dame) est une telenovela chilienne diffusée entre le 30 août 2010 et le 1er mars 2011 sur El 13. Elle a été diffusée sur le réseau Outre-Mer 1er en 2012 et sur IDF1 en 2013.

## Synopsis
Sabina est une fille pauvre. Humiliée, elle décide d'aller à la capitale pour être aux côtés de Leonardo Santander (Julio Milostich). Sabina va tout faire pour le séduire pour devenir la Première Dame du Chili.

## Distribution
- Celine Reymond : Sabina Astudillo
- Carolina Arregui : Estrella Soto
- Julio Milostich : Leonardo Santander
- Catalina Guerra : Bruna San Juan
- Natalie Dujovne : Emma Astudillo
- Luciana Echeverría : Cristina Santander
- Pablo Macaya : Federico Astudillo
- Pablo Schwarz : Domingo Fernández
- Gabriela Hernández : Mirza Pérez
- Mario Horton : Mariano Zamora
- Nicolás Poblete : Ángel Astudillo
- Daniela Lhorente : Paula Méndez
- Diego Ruiz : Diego Santander
- Eduardo Paxeco : Caetano Bello
- Lorena Bosch : Sandra Burr
- Renato Münster : "Diablo" José Astudillo
- César Sepúlveda : Aníbal Urrutia
- Javiera Díaz de Valdés : Luciana Cuadra
- Cristián Campos : Marcos Cruz
- María de Los Ángeles García : Nancy Ramirez
- Teresa Munchmeyer : Hortensia
- Elvira Cristi : Rafaela
- Silvana Salgueiro : Corina
- Carlos Díaz : Juan Pablo Bustamante
- Teresita Reyes : Engracia
- Lucy Cominetti : Juanita Ramírez
- Emilia Noguera : Renata Cruz
- José Secall : Heriberto Simonne
- Gloria Laso : Elena Cruz
- Francisco Ossa : Chofer
- Francisco Rodríguez : Tomás
- Alejandro Trejo : Facundo Madrid
- Alex Zisis : Enrique Salgado
- José Luis Bouchón : Rodrigo
- Francisco Pizarro Saenz de Urtury : Fernando
- Lorene Prieto : Carmencha
- Pancho González : Garde de Cristina
- Francisco Celhay : Journaliste
- Christian Ocaranza : Danseur
- Romina Mena : Ximena Escobar
- Eyal Meyer : Knut
- Rodrigo Díaz : Danseur
- Alex G. Hofmann : Politicien Méndez
- Hugo Vásquez et Jaime Omeñaca : Avocats
- Osvaldo Silva : César
- Matias Stevens : Journaliste de Canal 8

## Versions
- Primera Dama - Caracol Televisión (2011-2012)